# Chresmarcha
Chresmarcha är ett släkte av fjärilar. Chresmarcha ingår i familjen vecklare.
Kladogram enligt Catalogue of Life:
| Chresmarcha | \| \| Chresmarcha delphica \| \| \| \| \| \| Chresmarcha enaemargyrea \| \| \| \| \| \| Chresmarcha sybillina \| \| \| \| |
|             | \| \| Chresmarcha delphica \| \| \| \| \| \| Chresmarcha enaemargyrea \| \| \| \| \| \| Chresmarcha sybillina \| \| \| \| |
|             | Chresmarcha delphica |
|             | |
|             | Chresmarcha enaemargyrea                                                                                                  |
|             | |
|             | Chresmarcha sybillina |
|             | |